# Il cugino americano
Il cugino americano è una miniserie televisiva italiana del 1986.

## Trama
L'ingegnere Julian Salina arriva in Sicilia dall'America per trovare certi parenti, ma viene ricattato dalla mafia che prende di mira suo cugino Giuliano, giudice antimafia.

## Produzione
L'opera è stata diretta da Giacomo Battiato, e gli interpreti principali sono stati Brad Davis, Tony Lo Bianco, Barbara De Rossi e Vincent Spano. La miniserie, girata fra Palermo e New York, è stata trasmessa dalla RAI nel 1986, ed in seguito ne fu distribuita una riduzione cinematografica di 98 minuti destinata ai mercati esteri (compreso quello statunitense).